# Barrachina (historieta)
Barrachina es una serie de historieta policíaca desarrollada por Sento en 1980 y 1981 para los números 3 al 21 de Bésame Mucho. Su título es el de un bar que había en el centro de Valencia. Gracias a ella, su autor pudo acceder a revistas de mayor difusión, como "Cairo".

## Características
Como explica el crítico Álvaro Pons, Barrachina comparte varias similitudes con Claudio Cueco, que su paisano Daniel Torres publicaba por entonces en "El Víbora":
- Referencias del cine negro
- Ambientación en la ciudad de Valencia
- Uso de los recursos del folletín
- Presencia de elementos discordantes
- Dibujo estilizado con un entintado violento, de líneas duras, rectas quebradas de trazo ancho.[2]